# Diplectrus castaneicollis
Diplectrus castaneicollis es una especie de coleóptero de la familia Oedemeridae.

## Distribución geográfica
Habita en Vietnam.